# Arctic Cat
Arctic Cat — американский бренд снегоходов и вездеходов, производимых в Тиф-Ривер-Фолс, штат Миннесота. Компания была основана в 1960 году и в настоящее время является частью компании Textron Inc. Arctic Cat разрабатывает, проектирует, производит и продаёт вездеходы, снегоходы и сопутствующие детали, одежду (например, костюмы для снегоходов) и аксессуары.

## История
Компания Arctic Cat была основана в 1960 году пионером снегоходов Эдгаром Хеттином (англ. Edgar Hetteen), уволившимся из Polaris Industries. Arctic Cat — крупный производитель снегоходов, гидроциклов, зимней одежды и вездеходов (квадроциклов). Изначально компания называлась Polar Manufacturing, но вскоре была переименована в Arctic Enterprises. В 1960 году компания выпустила первый снегоход.
В 1968 году в Рейни-Ривер, Онтарио, была открыта фабрика по производству зимней одежды площадью 15000 квадратных футов, где работало ещё 60 человек. В 1970 году была запущена производственная линия Boss Cat.
Различные производители лодок, включая Silver Line, Lund, Larson и Spirit Marine, эксплуатировались в течение 1970-х годов для расширения компании Arctic Cat.
В 1982 году компания Arctic Cat обанкротилась, однако в 1984 году была создана новая компания — Arctco. В 1996 году компания сменила своё название на Arctic Cat.
Компания выпустила множество других линеек продукции, включая снегоуборщики, генераторы, мини-велосипеды, персональные водные транспортные средства Tigershark, вертолёты и автомобили с приводом на два колеса. Штаб-квартира бренда несколько раз переезжала, но компания Arctic Cat продолжает большую часть своего производства, наряду с проектированием снегоходов, в Тиф-Ривер-Фолс, штат Миннесота. Также компания производит двигатели на предприятии в Сент-Клауде, штат Миннесота.
25 января 2017 года было объявлено, что компания Textron приобретёт Arctic Cat за $247 млн наличными. Вездеходы и модели, выпускаемые под маркой Arctic Cat, были либо сняты с производства, либо переименованы в Textron. Модели снегоходов по-прежнему выпускались под брендом Arctic Cat.
В начале 2019 года компания объявила, что бренд Arctic Cat возобновит выпуск мотовездеходов и квадроциклов, начиная с 2020 модельного года.
В декабре 2024 года компания Textron объявила, что производственные операции в Тиф-Ривер-Фолс и Сент-Клауде, штат Миннесота, прекратятся в первой половине 2025 года. Таким образом, все сотрудники были уволены.

## Выпускаемые модели

### Снегоходы
- M Alpha One
- M Mountain Cat Alpha One
- Riot
- Riot Touring
- ZR
- ZR R-XC
- ZR Thundercat
- ZR RR
- Norseman
- Pantera
- ZR 120
- ZR 200
- Firecat F-7

### Вездеходы

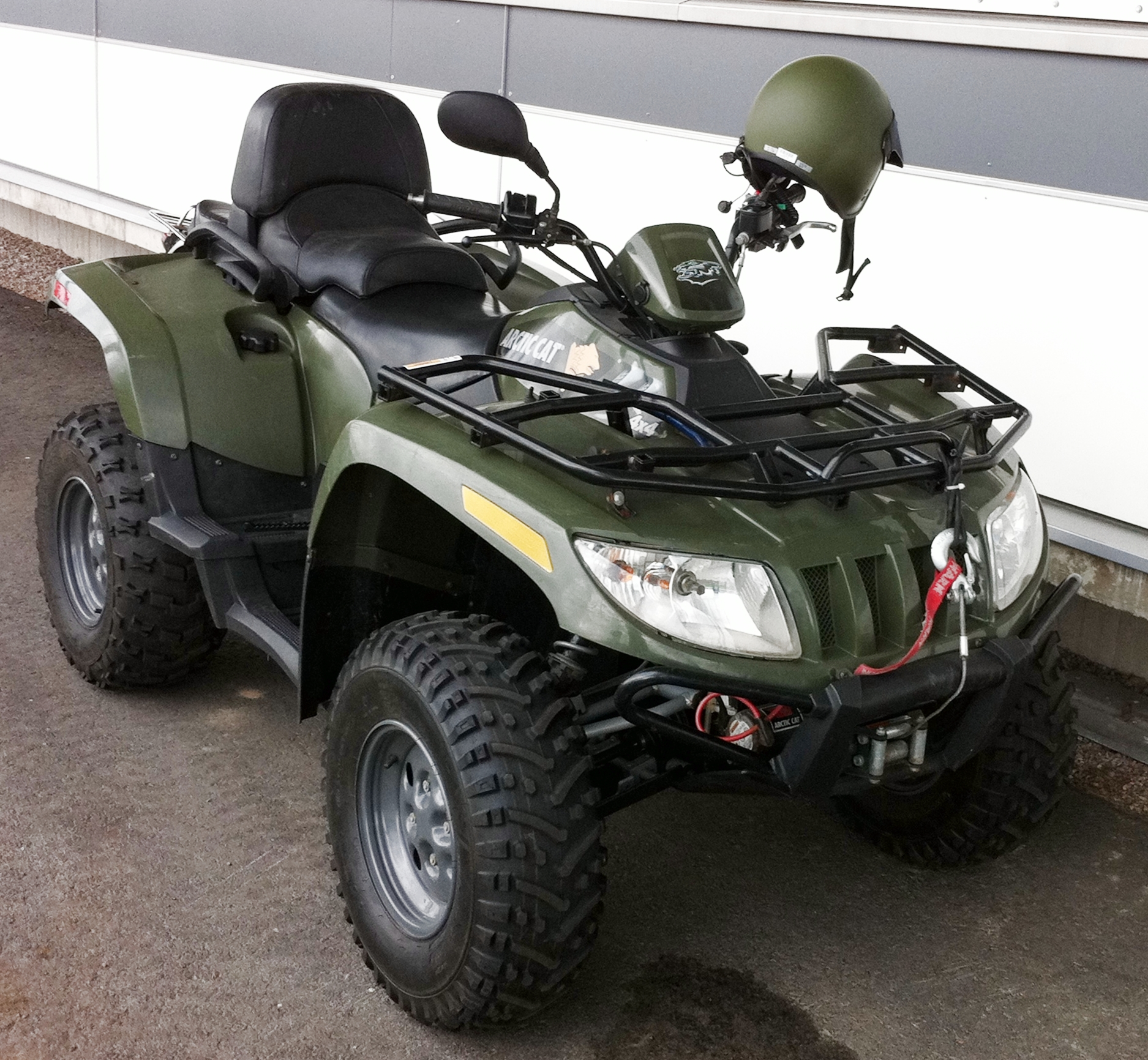
Arctic Cat ATV

- Alterra 600 TRV
- Alterra 600
- Alterra 450
- Alterra 300
- Alterra 90
- Wildcat XX
- Prowler Pro
- Prowler Pro Crew[13]

### Мотовездеходы

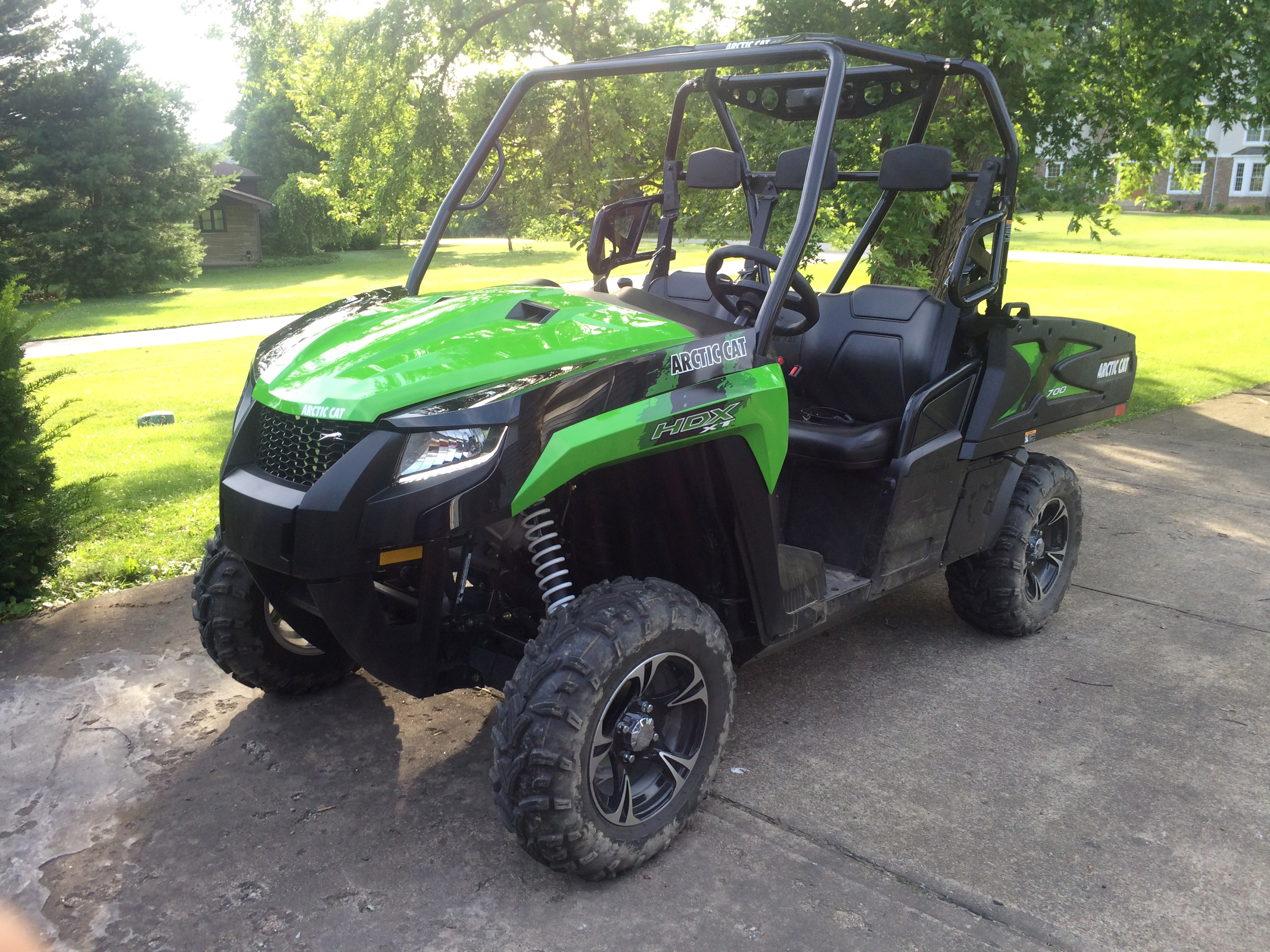
2016 Arctic Cat 700 Prowler HDX

- Prowler
- Wildcat